# Harry Hyland
Harold Macarius Hyland (* 2. Januar 1889 in Montreal, Québec; † 8. August 1969 ebenda) war ein kanadischer Eishockeyspieler und -trainer, der während seiner aktiven Karriere zwischen 1908 und 1918 unter anderem für die Montreal Wanderers und Ottawa Senators in der National Hockey League auf der Position des rechten Flügelstürmers spielte. Hyland war einer der ersten Spitzenspieler des professionalisierten Eishockeysports der 1910er-Jahre in Nordamerika.

## Karriere

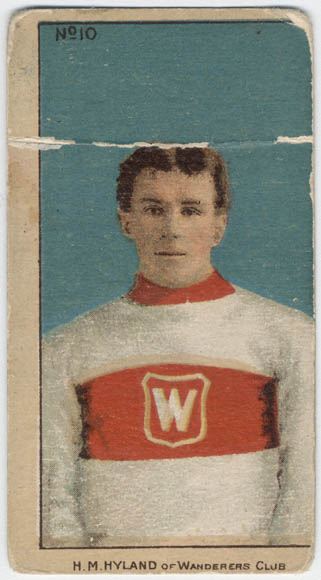
Hyland im Trikot der Montreal Wanderers

Hyland spielte zunächst bis 1908 bei den Montreal Gaelics und Montreal St. Ann’s, ehe er sich für ein Jahr den Montreal Shamrocks aus der Eastern Canada Amateur Hockey Association anschloss. Zur Saison 1910 wechselte der schussstarke Stürmer zu den Montreal Wanderers in die neu gegründete National Hockey Association. Trotz seines jungen Alters von 21 Jahren war Hyland ein integraler Part des Teams, dass die Meisterschaft der NHA gewann und anschließend die Berlin Dutchmen aus der Ontario Professional Hockey League im Spiel um den Stanley Cup mit 7:3 besiegten. Hyland selbst erzielte in dieser Partie einen Hattrick.
Die erfolgreiche Zeit mit den Wanderers kam November 1911 zu einem Abschluss, als sich der schnelle Flügelstürmer als Free Agent den New Westminster Royals aus der Pacific Coast Hockey Association anschloss. Mit 26 Treffern, dem zweitbesten Wert der Saison 1912, führte Hyland die Royals zum Gewinn der Meisterschaft. Im entscheidenden Spiel gegen die Vancouver Millionaires, das mit 7:5 endete, traf der Torjäger viermal. Dennoch kehrte Hyland zur Saison 1912/13 in die NHA zu den Montreal Wanderers zurück, wo er in den folgenden fünf Jahren stets zu den besten Scorern der Liga gehörte. Ein weiterer Liga- oder Stanley-Cup-Titel blieb dem Kanadier aber verwehrt. Besonders hervorzuheben ist in dieser Zeit allerdings das Spiel gegen die Quebec Bulldogs am 27. Januar 1913, als er beim 10:6-Sieg seines Teams acht Tore erzielte.
In der Saison 1917/18 gehörten die Wanderers zu den Gründungsmitgliedern der National Hockey League. Im ersten Saisonspiel gelangen Hyland beim 10:9-Sieg über die Toronto Arenas fünf Treffer, was seitdem nur 59 weitere Male durch 43 andere Spieler geschehen ist. Nach wenigen Spielen mussten die Wanderers allerdings im Dezember 1917 den Spielbetrieb einstellen, nachdem ihre Spielstätte bei einem Feuer bis auf die Grundmauern abbrannte. Durch einen im Januar 1918 durchgeführten Dispersal Draft, bei dem die verbliebenen Spieler Montreals auf die übrigen Teams verteilt wurden, landete Hyland bei den Ottawa Senators. Dort beendete er die Spielzeit und war anschließend als Trainer tätig.
Hyland beendete seine Karriere als viertbester Scorer der Geschichte der National Hockey Association. Kombiniert erzielte er in 159 Spielen in der NHA, PCHA und NHL 198 Tore. Seine Verdienste im Eishockey wurden schließlich 1962 mit der Aufnahme in die Hockey Hall of Fame geehrt.

## Erfolge und Auszeichnungen
- 1910 O’Brien-Trophy-Gewinn mit den Montreal Wanderers
- 1910 Stanley-Cup-Gewinn mit den Montreal Wanderers
- 1912 PCHA-Meisterschaft mit den New Westminster Royals
- 1962 Aufnahme in die Hockey Hall of Fame